# Producerea biologică a hidrogenului

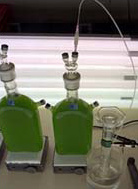

Producția hidrogenului pe cale biologică are loc într-un bioreactor bazat pe producerea hidrogenului făcută de alge. Algele produc hidrogen în anumite condiții. Spre sfârșitul anilor 1990 s-a descoperit că dacă algele sunt lipsite de sulf ele vor începe să producă în loc de oxigen, ca și în  fotosinteza normală, hidrogen. 

## Lucruri care trebuie luate în considerare într-un bioreactor
- Restricția producerii fotosintetice de hidrogen prin acumularea unui gradient protonic.
- Inhibiția competitivă a producerii fotosintetice de hidrogen prin dioxid de carbon.
- Necesitate de bicarbonat pentru a pune in mișcare fotosistemul II (PSII) pentru o activitate fotosintetică eficientă.
- Drenaj competitiv al electronilor prin oxigen în producția de hidrogen a algelor.
- Practicabilitate economică - eficiența energetică - convertirea luminii solare în hidrogen trebuie să atingă cel puțin 7–10 % (în mod natural algele ating doar 0,1 %).

Se fac încercări în acest domeniu pentru a repera aceste defecte prin bioinginerie.

## Progrese importante
2006 - Cercetătorii de la University of Bielefeld și de la University of Queensland au modificat genetic alga verde unicelulară Chlamydomonas reinhardtii în așa fel încât ea produce în mod special mai mult hidrogen. Arhivat în 27 septembrie 2007, la Wayback Machine. Stm6 poate, pe termen lung, produce de cinci ori mai mult volum de hidrogen decât cel făcut de forma sălbatică de algă și până la 1,6–2,0 % mai eficient.
2006 - Cercetare nepublicată de la University of California, Berkley-(Programul este făcut de Midwest Research Institute, contractorul curent pentru NREL)- pare să fi dus tehnologia peste viabilul economic nivel de 10 % eficient. Prin reducerea rezervelor de clorofilă în organele fotosintetice, Anastasios Melis „probabil” a mărit eficiența. Arhivat în 6 februarie 2007, la Wayback Machine.

## Cercetare
2006 - La University of Karlsruhe era în curs de dezvoltare un prototip de bioreactor conținând 500–1000 de litri de cultură de alge. Reactorul era menit să fie folosit pentru a demonstra plauzibilitatea economică a sistemului în următorii cinci ani.

## Privire economică
O fermă de alge de mărimea statului american Texas ar produce destul hidrogen ca să aprovizioneze nevoia de energie a întregii lumi. Aprox. 25,000 km2 ar fi suficient pentru a înlocui uzul de benzină în S.U.A.; acest spațiu este sub o zecime din suprafața rezervată pentru culturi de soia (în S.U.A.)..

## Istoric
În 1939 un cercetător german pe nume Hans Gaffron, în timp ce lucra la Universitatea din Chicago a observat că algele studiate de el, Chlamydomonas reinhardtii (o algă verde), trece câteodată de la producția de oxigen la cea de hidrogen. Gaffron nu a descoperit niciodată cauza acestei schimbări și pentru mulți ani alți cercetători au dat greș în încercările lor de a lămuri fenomenul. Spre sfârșitul anilor '90 profesorul Anastasios Melis, un cercetător de la Universitatea Berkeley din California a descoperit că dacă mediul culturii de alge  este lipsit de sulf, algele vor trece de la producția de oxigen (fotosinteză normală), la producția de hidrogen. El a descoperit că enzima responsabilă de această reacție este hidrogenaza, dar hidrogenaza pierdea această funcțiune în prezența oxigenului. Melis a descoperit că epuizând cantitatea de sulf disponibilă algelor întrerupe circulația internă a oxigenului, oferind hidrogenazei un mediu în care poate acționa, determinând algele să producă hidrogen.  Chlamydomonas moewusii este și o bună piedică pentru producția de hidrogen.